# Suki-kehely

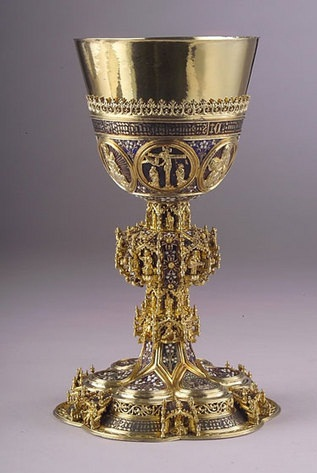
A Suki-kehely

A Suki-kehely az esztergomi Főszékesegyházi Kincstárban található. Eredetileg Suki Benedek (vagy Suky Benedek) erdélyi nemes adományozta a gyulafehérvári székesegyháznak.
A Suki-kehely a világ egyik legdíszesebb gótikus kelyhe, körülbelül 1437-1440-re datálják, valószínűleg kolozsvári ötvös munkája. Magassága 27 cm. Díszítését a figurális és zománcos felületek mesteri elosztása jellemzi. Talpa hat karéjos, ezt sodronyzománcból készült virágos mezők díszítik. Az egyik mezőben látható Suki Benedek családi címere is. A talpon, a karéjok szögletében, a száron és a gombokon összesen harminc gótikus fülke található öt emeletbe rendezve. A fülkékben szentek és angyalok részletesen kidolgozott alakjai állnak. A kehely kosarán hat medalionban Jézus életének fontosabb állomásai láthatóak. A kelyhet gótikus minuszkuláris feliratok díszítik, a sík területeket pedig sodronyzománcból készített virágos mezők. A kosáron lévő felirat a kehely méltóságáról, szerepéről szól, a talpon az adakozók neve olvasható. 
A kelyhet a Magyar Posta bélyegen is megörökítette.